# Idiops santaremius
Idiops santaremius är en spindelart som först beskrevs av F. O. Pickard-Cambridge 1896.  Idiops santaremius ingår i släktet Idiops och familjen Idiopidae. Inga underarter finns listade i Catalogue of Life.